# Accu§er
Accu§er est un groupe allemand de groove et thrash metal, originaire de Kreuztal. À ses débuts, le groupe évolue rapidement passant d'un thrash metal rapide (The Conviction et Experimental Errors) à un thrash metal plus technique.
En 2002, alors que Frank Thoms et René Schütz sont membres d'un nouveau groupe, Scartribe, depuis la séparation de Accu§er et le nouveau groupe est suivi par les fans de Accu§er, ils décident de reformer le groupe car questions constamment posées à propos des anciens morceaux de Accu§er.

## Biographie

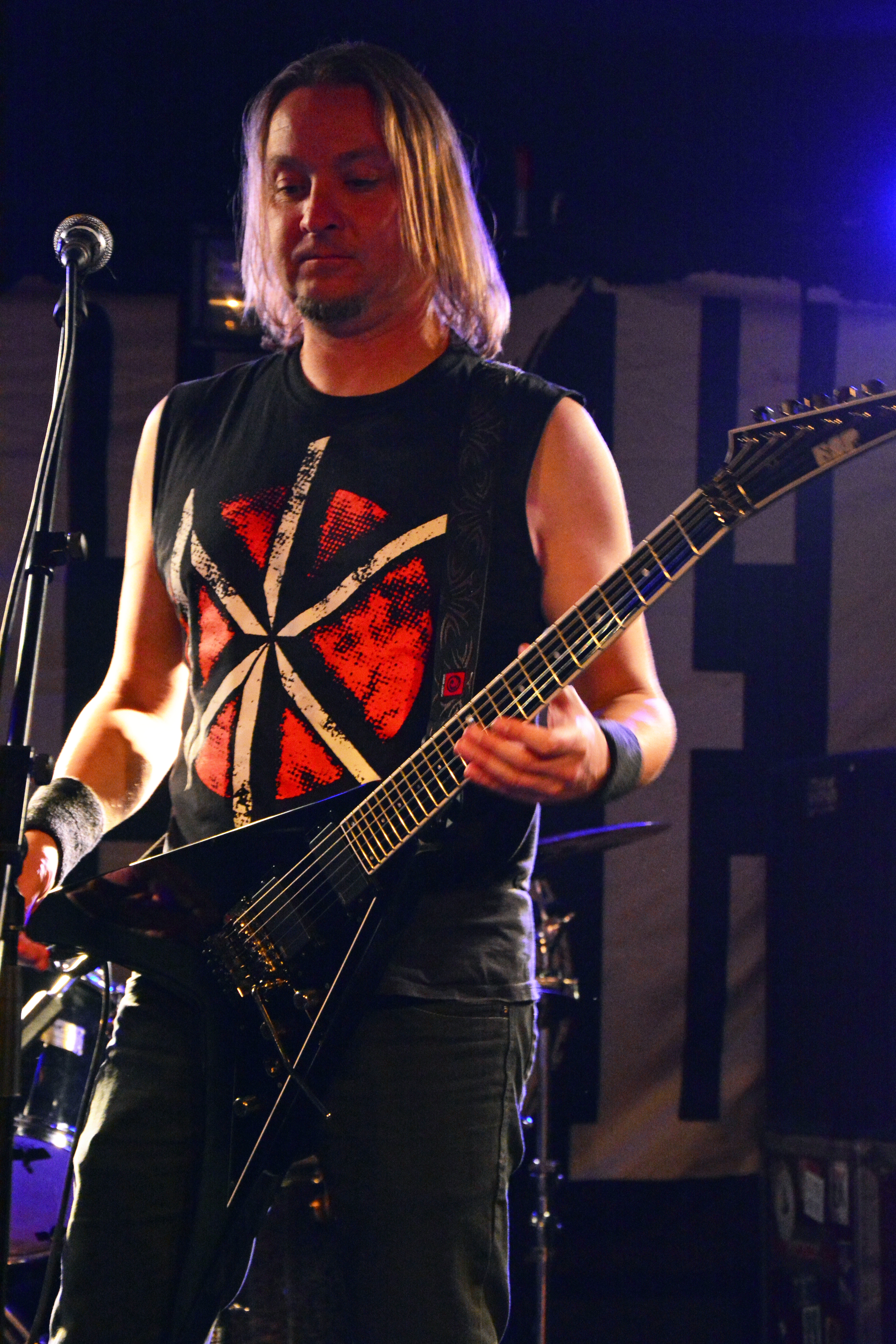
Frank Thoms sur scène.

Accu§er est formé en 1986 dans la ville de Kreuztal, en Allemagne, et évolue dans le sillage de la première vague de groupes allemands de thrash metal (Kreator, Destruction, Sodom). Le groupe évolue rapidement passant d'un thrash metal rapide (The Conviction et Experimental Errors) à un thrash metal plus technique à l'instar de ce qui se faisait dans la scène de la baie de San Francisco (Who Dominates Who?, Double Talk et Repent).
En 1991, les deux guitaristes, Frank Thoms et René Schütz, tiennent les guitares sur l'album I de Die Krupps qui est un des albums précurseurs du metal industriel. Pour ses derniers albums avant leur séparation (Reflections et Taken by the Throat), le groupe évolue vers une sonorité groove metal plus moderne à l'instar de groupes comme Pantera ou Machine Head avec une approche tribale à la Sepultura. Les années suivantes, le groupe s'efface progressivement.
En 2002, alors que Frank Thoms et René Schütz sont membres d'un nouveau groupe, Scartribe, depuis la séparation de Accu§er et le nouveau groupe est suivi par les fans de Accu§er, ils décident de reformer le groupe car questions constamment posées à propos des anciens morceaux de Accu§er. Cette année-là, Accu§er produit une démo intitulée Scartribe.
Le groupe redevient réellement actif en 2008. Le 12 juillet 2008 assiste au premier concert après la reformation de Accu§er. Depuis, le groupe se produit régulièrement en concerts et dans des festivals, et réalise trois albums entre 2010 et 2013 (Agitation, Dependant Domination et Diabolic). Diabolic est annoncé pour le 12 avril 2013 au label Red Shift Records.
En septembre 2015, Accu§er signe au label Metal Blade Records,. Vers 2015-2016, le groupe annonce un nouvel album, intitulé The Forlorn Divide, et publie courant 2016, trois singles, le dernier étant Unreal Perception. L'album est annoncé et publié au label Metal Blade Records pour le 11 mars 2016. Il est enregistré au Gernhart, studio personnel du groupe.

## Membres

### Membres actuels
- Frank Thoms - guitare rythmique (1986-1996, 2002-2004, depuis 2008), chant (1986-1996, 2002-2004, depuis 2008)
- Olli Fechner - batterie (2002-2004, depuis 2008)
- Frank Kimpel - basse (depuis 2008)
- Dennis Rybakowski - guitare solo (depuis 2014)

### Anciens membres
- Thomas Kircher - basse (1986)
- Eberhard Weyel - chant, basse (1986-1991)
- Volker Borchert - batterie (1986-1995)
- René Schütz - guitare (1987-1990, 1992-2004, 2008-2011)
- Milan Peschel - guitare (1991-1992)
- Guido Venzlaff - basse (1993-1995)
- Uwe Schmidt - basse (2002-2003), guitare solo (2011-2014)

## Discographie

### Albums studio
- 1987 : The Conviction
- 1989 : Who Dominates Who?
- 1991 : Double Talk
- 1992 : Repent
- 1994 : Reflections
- 1995 : Taken by the Throat
- 2010 : Agitation
- 2011 : Dependant Domination
- 2013 : Diabolic
- 2016 : The Forlorn Divide

### EPs
- 1988 : Experimental Errors
- 1994 : Confusion/Romance

### Démos
- 1986 : Accu§er
- 2003 : Instrumental Demo
- 2003 : Scartribe
- 2009 : Remain